# Blågryn
Blågryn (Moelleropsis nebulosa) är en lavart som först beskrevs av Franz Georg Hoffmann, och fick sitt nu gällande namn av Vilmos Kőfaragó-Gyelnik. Blågryn ingår i släktet Moelleropsis och familjen Pannariaceae.  Arten är reproducerande i Sverige. Inga underarter finns listade i Catalogue of Life.